# Шило (Нью-Джерсі)
Шило (англ. Shiloh) — місто (англ. borough) в США, в окрузі Камберленд штату Нью-Джерсі. Населення — 444 особи (2020).

## Географія
Шило розташоване за координатами 39°27′44″ пн. ш. 75°17′33″ зх. д. / 39.46222° пн. ш. 75.29250° зх. д. (39.462259, -75.292520).  За даними Бюро перепису населення США в 2010 році місто мало площу 3,13 км², з яких 3,13 км² — суходіл та 0,00 км² — водойми.

## Демографія
Згідно з переписом 2010 року, у селищі мешкало 516 осіб у 198 домогосподарствах у складі 138 родин. Було 214 помешкання
Расовий склад населення:
| - 93,8 % — білих - 2,3 % — корінних американців - 1,7 % — чорних або афроамериканців - 0,2 % — азіатів |

До двох чи більше рас належало 1,4 %. Частка іспаномовних становила 4,1 % від усіх жителів.
За віковим діапазоном населення розподілялося таким чином: 21,1 % — особи молодші 18 років, 63,4 % — особи у віці 18—64 років, 15,5 % — особи у віці 65 років та старші. Медіана віку мешканця становила 42,0 року. На 100 осіб жіночої статі у селищі припадало 85,6 чоловіків;  на 100 жінок у віці від 18 років та старших — 89,3 чоловіків також старших 18 років.
Середній дохід на одне домашнє господарство  становив 75 566 доларів США (медіана — 67 292), а середній дохід на одну сім'ю — 84 588 доларів (медіана — 76 750). Медіана доходів становила 43 500 доларів для чоловіків та 40 208 доларів для жінок. За межею бідності перебувало 6,1 % осіб, у тому числі 3,2 % дітей у віці до 18 років та 6,2 % осіб у віці 65 років та старших.
Цивільне працевлаштоване населення становило 247 осіб. Основні галузі зайнятості: освіта, охорона здоров'я та соціальна допомога — 30,0 %, виробництво — 18,2 %, транспорт — 8,1 %, роздрібна торгівля — 7,7 %.